# Bohumil Röhrich
Bohumil Röhrich (* 23. listopadu 1935 Dobřany na Plzeňsku) je český hudebník, kytarista, zpěvák, hudební skladatel, tramp, skaut, řezbář, moderátor Radia Samson. Působí též pod pseudonymem Béďa Šedifka.

## Životopis
Dětství prožil v Chlumčanech. Otec nejdřív sloužil u četnictva, později byli oba rodiče zaměstnáni v místních kaolínových závodech. Vyučil se soustružníkem ve Škodovce, vystudoval Strojní průmyslovou školu strojnickou Plzeň, po vojně koncem padesátých let krátce nastoupil v kladenských dolech. V roce 1958 se oženil s Libuší Labskou z Vejprnic. 1970-1993 pracoval v závodě Válcovny Škoda Plzeň. Od 60. let se věnuje trampingu a skládá trampské písně, současně se věnuje řezbářství a jako vedoucí řezbářského klubu organizuje výstavy v tomto oboru. Hudební základy mu dal v raném dětství dědeček Karel Míšek a v dětství se naučil hrát na housle. Swingovou hudbu poznal s příchodem americké armády a s trampingem objevil kytaru a nadání pro interpretaci a skládání trampské písně. V 80. letech minulého století vystupoval pravidelně na plzeňské Portě se svým synem Michalem jako duo Komáři, další jeho další kapely jsou Old Sklerotik Boys a Sebranka, spolupracuje s mnoha hudebníky z různých hudebních žánrů (folk, country, swing).

## Tvorba

### Diskografie
- DUO KOMÁŘI. Song nic moc. Plzeň: AVIK, 1991. (audiokazeta)
- DUO KOMÁŘI a NAVZÁJEM. Místo činu-Šťáhlavský lesy, p1998. (CD)
- DUO KOMÁŘI. Song nic moc. Plzeň: AVIK, 1999. (CD)
- BÉĎA ŠEDIFKA, SEBRANKA A PŘÁTELÉ. Vzpomínka na starou stezku. Plzeň: AVIK, [2006]. (CD)
- ŠEDIFKA A KAMARÁDI. Ranvej života. Plzeň: Avik, [2014]. (CD)
- Šedifky a Přeletky : ze starých zpěvníků. Plzeň: Avik, [2017]. (CD)
- BÉĎA ŠEDIFKA. Vivat swing. Plzeň: Avik, [2019]. (CD)
- Béďa Šedifka & Jordán [2022]. (CD)

### Zpěvníky
- Osada Komárů (samizdat, Plzeň, 1988)
- Vzpomínka na starou stezku (Stopy sešlapanejch bot sv. 5, ilustrace M. Ryvola; Praha, Avalon, 2006)
- Vzpomínka na starou stezku a Ranvej života (Praha, Avalon, 2015)
- Vivat swing (Praha, Avalon, 2019)[4]

### Oblíbené písně (výběr)
- Beznadějný valčík
- Brdské toulání
- Bye bye podzimu
- Čekání
- Do ticha hraj i dál
- Kolotoč
- Kornatická riviéra
- Osadní koleda
- Pro Anežku
- Smolný den dívky Pé
- Song nic moc úspěšnýho chlapa
- Ve znaku medvěda
- Zůstaň[5]